# Jaan Koha
Jaan Koha (født 17. december 1929 i Tartu, død 15. november 1993 i Tallinn, Estland) var en estisk komponist, lærer og lydtekniker.
Koha studerede komposition på Musikkonservatoriet i Tallinn hos Heino Eller. Koha arbejdede som lydteknikker på Estisk Radio og underviste på Musikkonservatoriet i Tartu.
Han har skrevet tre symfonier, orkesterværker, balletmusik, filmmusik, koncerter, kantater etc.

## Udvalgte værker
- Symfoni nr. 1 (1960) - for orkester
- Symfoni nr. 2 (1971) - for orkester
- Symfoni nr. 3 (1983) - for orkester
- Festlig digtning – for orkester